# Theaflavin
Theaflavin ist eine chemische Verbindung aus der Gruppe der Polyphenole. Sie bildet die Grundstruktur der Theaflavine.

## Vorkommen
Theaflavin kommt natürlich in schwarzem Tee (Camellia sinensis) vor und ist für dessen Farbe und Geschmack verantwortlich. Seine Synthese erfolgt durch enzymatische Oxidation von Epicatechin über Chinone.

## Eigenschaften
Theaflavin ist ein roter kristalliner Feststoff.